# Trevor Hofbauer
Trevor Hofbauer, född 8 mars 1992, är en friidrottare från Kanada. Han deltog vid olympiska sommarspelen 2020.